# 해성-3

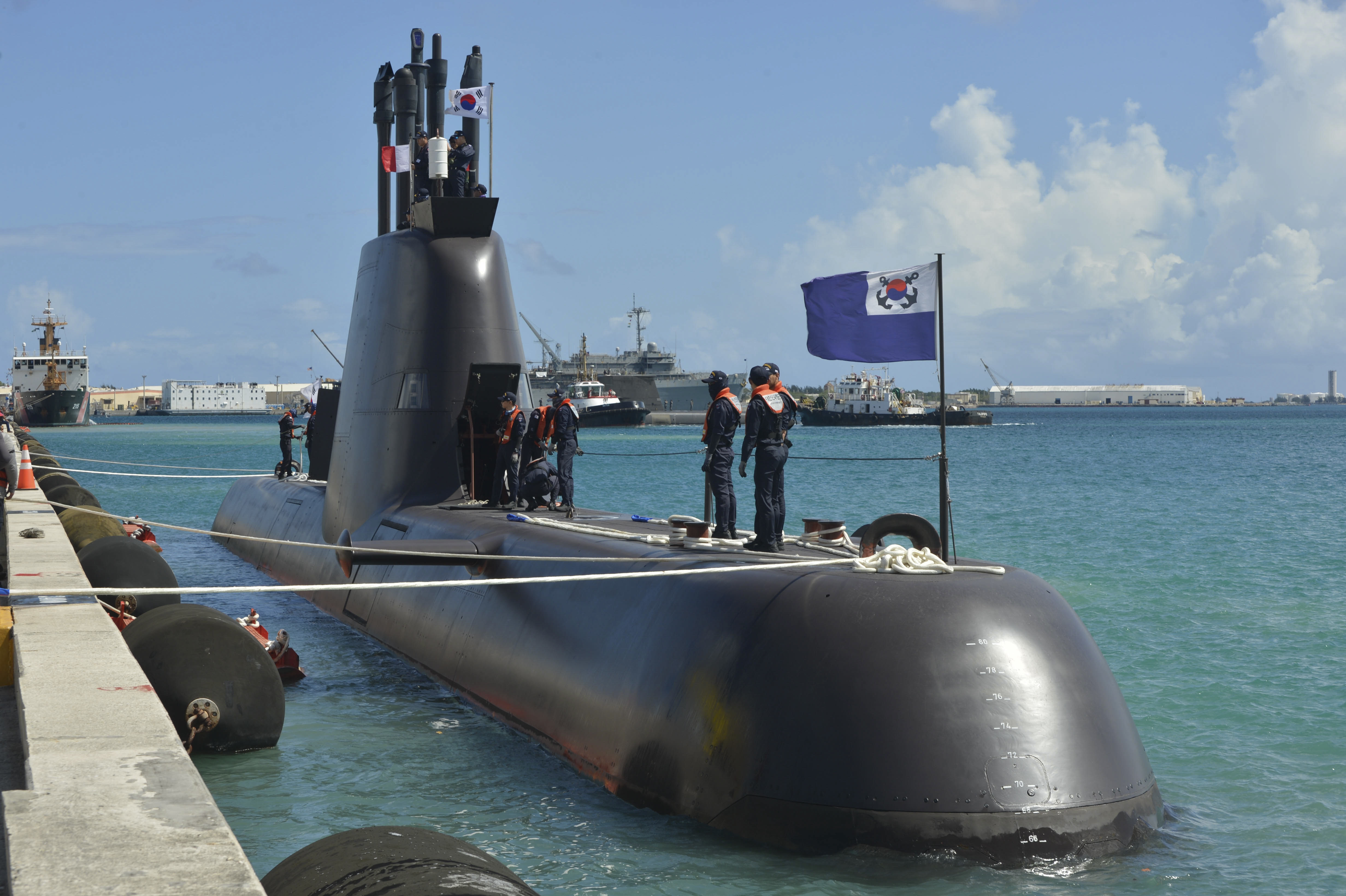
윤봉길함

해성-3는 대한민국의 잠대지 순항미사일이다.

## 역사
잠대지 순항미사일은 천룡이라고도 불렸다.
사거리 500 km, 1000 km이며, 533 mm 중어뢰관에서 발사된다. 손원일급 5번함 윤봉길함에 최초로 배치되었다.
도산안창호급 잠수함은 수직미사일 발사대를 탑재했다. 손원일급 잠수함과 달리 6발 이상의 잠대지 순항미사일을 동시간대에 발사할 수 있다. 해군의 순항미사일은 속도(마하 1.0 미만)가 단점으로 꼽히지만, 탄두중량 등을 조절해 아음속에 가깝게 개량할 수 있는 것으로 알려졌다.
2010년부터 손원일급 잠수함(1800t급) 4척에 해성-3 잠대지 미사일 수발씩을 장착해 운용 중이다. 마하 1이 넘는 초음속으로 개선했다. 기존의 킬 체인이 표적 탐지(1분)와 좌표 식별(1분), 사용 무기 선정 및 발사 결심(3분)을 거쳐 목표지점까지 비행(25분) 등 30분 걸렸는데, 해성-3는 10분이 걸린다.
잠대지 순항미사일 해성-3은 214급 잠수함 어뢰관을 통해 발사돼 지상 목표물을 타격한다. 발사되는 순간 미사일이 담긴 방수 캡슐이 수중으로 튀어 나가고 이어 미사일이 캡슐에서 벗어나 바다 위로 솟구치면서 목표물을 향해 날아간다. 지상에서 50∼100m 정도의 고도를 유지하며 빠른 속도로 비행해 적군이 요격하기 힘들고, 관성항법장치와 지형영상대조항법체계를 갖춰 오차범위가 3m 이내일 정도로 정확성을 자랑한다. 사거리는 1000km 이상이다. 함대지 미사일 해성-2가 마하 1 정도의 초음속형이라면 해성-3는 완벽한 초음속 미사일이다.
TERCOM(지형대조)은 CEP 30m, DSMAC(영상대조)는 CEP 3m의 정확도를 갖는다. 순항미사일인 해성-3는 창문크기 목표물을 타격할 수 있을 정도 정확도가 뛰어난 것으로 알려졌다.
정확한 출처는 아니지만, 김대중 정부는 2002년 제2차 불곰사업으로 P-800 야혼트 미사일을 러시아에서 수입했으며, 이를 통해 국산화에 성공한 해성-3의 속도는 마하 2.5이며, 2017년 마하 3 속도의 한국형 초음속 대함미사일 개발을 완료했다고 한다. 그러나, 해성3의 발사 동영상을 보면, 외양이 P-800 야혼트는 아니며, 3M-54 클럽과 비슷하다.
2013년 2월 실전배치된 해성-3는 사거리 1000km가 북한 전역을 타격할 수 있는 능력을 갖추고 있다.

## 비교
- 해성-1 함대함 순항미사일, 한국판 하푼, 사거리 150 km, 속도 마하 0.9
- 해성-2 함대지 순항미사일, 한국판 토마호크, 사거리 1500 km, 속도 마하 1
- 해성-3 잠대지 순항미사일, 한국판 토마호크, 사거리 1000 km, 속도 마하 2.5